# Конюшков, Иван Иванович
Иван Иванович Конюшков (1865—1919) — офицер Российского императорского флота, гидрограф, участник гидрографических работ побережья Дальнего Востока и на Балтике, генерал-майор Корпуса флотских штурманов. Его именем названа бухта, расположенная на территории городского округа ЗАТО г. Фокино.

## Биография
Родился 13 января 1865 года в городе Юхнов Смоленской губернии. В службе с 1881 года. 17 сентября 1883 года окончил штурманское отделение Технического училища Морского ведомства с производством в кондукто́ры. 1 октября 1884 года произведён в первый офицерское звание — в прапорщики Корпуса флотских штурманов.
С 1883 по 1890 годы плавал и занимался гидрографическими работами в Финском заливе. В 1890—1891 годах в должности младшего штурмана фрегата «Память Азова» под флагом наследника Цесаревича Великого князя Николая Александровича совершил плавание из Триеста во Владивосток. 1 января 1891 года произведён в поручики Корпуса флотских штурманов.
В том же году в должности старшего штурмана клипера «Джигит» и канонерской лодки «Кореец» плавал в Японском море, руководил промером и корректурой карты в заливе Стрелок, после чего вернулся к исполнению обязанностей на фрегата «Память Азова».
17 ноября 1892 года был назначен старшим штурманом крейсера «Герцог Эдинбургский», на котором в 1894 году возвратился с Дальнего Востока в Кронштадт. В 1895 годах плавал на крейсере 2 ранга «Стрелок», выполнял гидрографические работы на Балтике. 11 мая 1896 года был произведён в штабс-капитаны. С 1896 года служил в Гвардейском экипаже в должности старшего штурмана на императорской яхте «Штандарт». 14 апреля 1902 года был произведён в капитаны Корпуса флотских штурманов и назначен флаг-штурманом походного штаба флаг-капитана Его Императорского Величества. На императорских яхтах с членами императорской семьи посещал Данию, Германию, Англию, Францию, Грецию и другие страны.
5 октября 1909 года был произведён в полковники, 14 апреля 1913 года вышел в отставку и пожалован в генерал-майоры Корпуса флотских штурманов. В 1913 году составил учебник лоции (Курс морского корпуса), а в 1915 году — «Лоцию Балтийского моря». 8 апреля 1917 года был назначен преподавателем Морского училища. В 1918 году тяжело заболел и переехал к матери в г. Юхнов (ныне — Смоленской области), где 8 августа 1919 года умер.

## Награды
Российской империи:
- орден Святого Станислава 3-й степени (1892);
- орден Святой Анны 3-й степени (6 декабря 1896);
- орден Святой Анны 2-й степени (1908);
- орден Святого Владимира 4-й степени с бантом за 20 морских компаний (1910);
- орден Святого Владимира 3-й степени (1912);
- орден Святого Станислава 1-й степени (22 марта 1915);
- серебряная медаль «В память царствования императора Александра III» (1896)
- светло-бронзовая медаль «В память 100-летия Отечественной войны 1812 года» (1912);
- светло-бронзовая медаль «В память 300-летия царствования дома Романовых» (1913);
- светло-бронзовая медаль «В память 200-летия морского сражения при Гангуте» (1915)[3][6].

Иностранные:
- орден Данеброг, кавалер 1-го класса (1896, Дания);
- орден Меджидие 3-го класса (1898, Османская империя);
- орден Святого Бенедикта Ависского, кавалер (1898, Португалия);
- орден Красного орла 3-го класса (1901, Пруссия);
- орден Почётного легиона, кавалер (1901, Франция);
- орден Почётного легиона, офицер (1908, Франция);
- орден Меча, командор 2-го класса (1909, Швеция);
- Викторианский орден 4-го класса (1909, Великобритания);
- Бухарская золотая звезда (1909, Бухарский эмират);
- орден Вазы, командор (1912, Швеция);
- знак «officier de l’Instruction publique» (1909, Франция)[3][6].

## Память
Именем И. И. Конюшкова названа бухта, расположенная на территории городского округа ЗАТО г. Фокино. Бухта Конюшкова. (42°52,0'; 132°21,7') вдаётся в западный берег залива Стрелок. Нанесена на карту в 1862 году экипажем клипера «Разбойник». При обследовании в 1891 году экипажем клипера «Джигит» и канонерской лодки «Кореец» названа по фамилии И. И. Конюшкова.